# Aspren de Naples
Aspren de Naples (fin du Ier siècle - début du IIe siècle) est le premier évêque de Naples (épiscope). Il est vénéré comme saint par l'Église catholique et l'Église orthodoxe, et célébré le 3 août.

## Hagiographie
C'est la tradition chrétienne qui a rapporté les éléments hagiographiques du récit de vie de ce saint du Ier siècle ou IIe siècle.
Lorsque l'apôtre saint Pierre part d'Antioche pour se rendre à Rome, il débarque à Naples et reçoit l'hospitalité chez une femme du nom de Candide (it) qu'il guérit d'une infirmité et qu'il baptise. Son hôtesse le supplie ensuite de rendre la santé à son parent Aspren, atteint d'une maladie très grave. L'apôtre le guérit également et Aspren se fait baptiser à son tour. En quittant Naples, saint Pierre consacre Aspren premier évêque de cette ville,.
Selon la tradition, il aurait fondé une église où se trouve l'actuelle basilique San Pietro ad Aram, qui conserve l'Ara Petri, un autel sur lequel saint Pierre aurait dit la messe lors de son passage à Naples. Des documents anciens attestent de son existence à l'époque des empereurs Trajan et Hadrien et fixent la durée de son épiscopat à 23 ans,.

## Culte
Des recherches récentes ont confirmé que ses restes se trouvaient d'abord dans les catacombes San Gennaro. Son buste en argent se trouve dans la chapelle du trésor de San Gennaro, et la chapelle des reliques de la cathédrale de Naples conserve ce que la tradition considère comme le bâton avec lequel l'apôtre Pierre l'a guéri de sa maladie,. Deux églises lui sont dédiées à Naples : Sant'Aspreno al Porto et Sant'Aspreno ai Crociferi.
Aspren est le co-patron de la ville de Naples et de son archidiocèse.
Il est particulièrement invoqué contre la migraine. Une légende urbaine contemporaine napolitaine raconte que l'aspirine tire son nom du saint et de sa capacité à guérir les maux de tête.